# Taekwondo nos Jogos Sul-Americanos de 2010
As competições de taekwondo nos Jogos Sul-Americanos de 2010 ocorreram entre 27 e 29 de março no Coliseo de Combate, em Medellín. Dezesseis eventos foram disputados.

## Calendário
| Março     | 17 | 18 | 19 | 20 | 21 | 22 | 23 | 24 | 25 | 26 | 27 | 28 | 29 | 30 | T  |
| --------- | -- | -- | -- | -- | -- | -- | -- | -- | -- | -- | -- | -- | -- | -- | -- |
| Taekwondo |    |    |    |    |    |    |    |    |    |    | 4  | 6  | 6  |    | 16 |

## Medalhistas
Masculino
| Evento         | Ouro                                        | Prata                              | Bronze                                                              |
| Até 54 kg      | Federico Ferriol Laffouillere ARG Argentina | Harold Avella Patiño COL Colômbia  | Pedro Gago VEN Venezuela Reginaldo Santos BRA Brasil                |
| Até 58 kg      | Mario José Leal VEN Venezuela               | Márcio Ferreira BRA Brasil         | Mauro Crismanich ARG Argentina Arnold Torres Villablanca CHI Chile  |
| Até 63 kg      | Hernán Villafañe VEN Venezuela              | André Almeida BRA Brasil           | Mayko Votta URU Uruguai Kirk Causadias PAN Panamá                   |
| Até 68 kg      | Peter López PER Peru                        | Diogo Silva BRA Brasil             | Danny Miranda VEN Venezuela Sergio García Moreira ECU Equador       |
| Até 74 kg      | Henrique Moura BRA Brasil                   | Sebastián Crismanich ARG Argentina | Javier Medina VEN Venezuela Taino Cijntje AHO Antilhas Neerlandesas |
| Até 80 kg      | André Bilia BRA Brasil                      | Andrés Caro Jahncke PER Peru       | Stuart Smit ARU Aruba Carlos Causado Martínez COL Colômbia          |
| Até 87 kg      | Douglas Marcelino BRA Brasil                | Adrian Spellen GUY Guiana          | Carlos Eduardo Liebig CHI Chile Juan Carlos Díaz VEN Venezuela      |
| Acima de 87 kg | Leonardo Santos BRA Brasil                  | José Chacoa VEN Venezuela          | Martín Sío ARG Argentina Sergio Hoyos COL Colômbia                  |

Feminino
| Evento         | Ouro                                   | Prata                                | Bronze                                                                   |
| Até 46 kg      | Victoria Álvarez Acuña CHI Chile       | Kátia Arakaki BRA Brasil             | Katherine Calderón Flores PER Peru María Jose Cueva ECU Equador          |
| Até 49 kg      | Fernanda Silva BRA Brasil              | Monica Olarte Cancino COL Colômbia   | Katherin Reyes VEN Venezuela Lizbeth Díez PER Peru                       |
| Até 53 kg      | Yeny Contreras Loyola CHI Chile        | Talisca Reis BRA Brasil              | Daniela Domínguez Montes COL Colômbia María Florencia Fina ARG Argentina |
| Até 57 kg      | Doris Patiño Marín COL Colômbia        | Karina Andrade Lara ECU Equador      | Aurora Millán VEN Venezuela Debora Hait ARG Argentina                    |
| Até 62 kg      | Adanys Corder VEN Venezuela            | Karla Guerrero Intriago ECU Equador  | Júlia Santos BRA Brasil Natali Goez Catano COL Colômbia                  |
| Até 67 kg      | Raphaella Pereira BRA Brasil           | Lida Hernández Velandia COL Colômbia | Aura Paez VEN Venezuela Gisel Pogonza ARG Argentina                      |
| Até 73 kg      | Sandra Venegas Valderrama COL Colômbia | Natalia Forcada ARG Argentina        | Rafaela Souza BRA Brasil Daniela Brito VEN Venezuela                     |
| Acima de 73 kg | Marrianne Hormann BRA Brasil           | Teresa Guevara VEN Venezuela         | nenhum                                                                   |

## Quadro de medalhas
| Ordem | País                | Medalha de ouro | Medalha de prata | Medalha de bronze | Total |
| ----- | ------------------- | --------------- | ---------------- | ----------------- | ----- |
| 1     | Brasil              | 7               | 5                | 3                 | 15    |
| 2     | Venezuela           | 3               | 2                | 8                 | 13    |
| 3     | Colômbia            | 2               | 3                | 4                 | 9     |
| 4     | Chile               | 2               |                  | 2                 | 4     |
| 5     | Argentina           | 1               | 2                | 5                 | 8     |
| 6     | Peru                | 1               | 1                | 2                 | 4     |
| 7     | Equador             |                 | 2                | 2                 | 4     |
| 8     | Guiana              |                 | 1                |                   | 1     |
| 9     | Antilhas Holandesas |                 |                  | 1                 | 1     |
| 9     | Aruba               |                 |                  | 1                 | 1     |
| 9     | Panamá              |                 |                  | 1                 | 1     |
| 9     | Uruguai             |                 |                  | 1                 | 1     |
| TOTAL | TOTAL               | 16              | 16               | 30                | 62    |